# 1873 Agenor
1873 Agenor é um asteroide troiano de Júpiter localizado no ponto de Lagrange L5 do planeta. Foi descoberto em 25 de março de 1971 por Cornelis Johannes van Houten, Ingrid van Houten-Groeneveld e Tom Gehrels.